# Anbyŏn-ŭp
Anbyŏn-ŭp är en ort i Nordkorea.   Den ligger i provinsen Kangwŏn-do, i den centrala delen av landet, 150 km öster om huvudstaden Pyongyang. Anbyŏn-ŭp ligger 17 meter över havet och antalet invånare är 31 845.
Terrängen runt Anbyŏn-ŭp är varierad. Runt Anbyŏn-ŭp är det ganska tätbefolkat, med 166 invånare per kvadratkilometer. Närmaste större samhälle är Wonsan, 14,1 km nordväst om Anbyŏn-ŭp. Trakten runt Anbyŏn-ŭp består till största delen av jordbruksmark.